# Melitopolský rajón
Melitopolský rajón (ukrajinsky Мелітопольський район) je rajón v Záporožské oblasti na Ukrajině. Hlavním městem je Melitopol a rajón má přibližně 277 tisíc obyvatel. Od počátku ruské invaze na Ukrajinu je rajón okupován Ruskou federací.